# Морганьи, Джованни Баттиста
Джованни Баттиста Морганьи (итал. Giovanni-Battista Morgagni; 25 февраля 1682, Форли — 6 декабря 1771, Падуя) — итальянский врач, основатель патологической анатомии.

## Научная деятельность
Впервые описал изменения, наблюдаемые при вскрытии трупов людей, умерших от различных болезней; эти наблюдения позволили распознавать болезни на основании вскрытий и сравнивать прижизненные признаки с посмертными изменениями. Был 59 лет профессором анатомии в Падуе, где у него учились лучшие итальянские анатомы.
Член Лондонского королевского общества (1722), иностранный член Парижской академии наук (1731), иностранный почётный член Петербургской академии наук (1734).
Впервые описал газовую эмболию сосудов, а также патологическое состояние, которое позднее станет известно под названием болезнь Крона. Эпонимические термины: 
- синус Морганьи (пространство между верхней границей верхнего констриктора глотки, основанием черепа и фарингобазилярной фасцией);
- аортальные синусы Морганьи (сегодня чаще именуются синусами Вальсальвы);
- синдром Морганьи — Стюарта — Мореля;
- отверстие Морганьи (пространство между грудинной и реберной частями диафрагмы), место образования диафрагмальной грыжи (грыжа Морганьи);
- гидатида Морганьи (доброкачественное образование яичка, также известное как киста Мюллерова протока или киста парофорона);
- катаракта Морганьи (молочная катаракта, одна из форм перезрелой катаракты);
- морганиевы столбики и морганиевы крипты (структуры стенки анального канала).

## Сочинения
- «Adversaria anatomica» («Анатомическая состязательность», Болонья, 1706—1719),
- «De sedibus et causis morborum per anatomen indagatis libri V» («Места и причины болезней, исследуемых анатомией 5», 1761; новейшее изд. 1827—29, переведена на яз. франц., нем. и англ.),
- «Opera» («Работа», 1765).